# Brestovany
Brestovany é um município da Eslováquia, situado no distrito de Trnava, na região de Trnava. Tem 16,37 km² de área e sua população em 2019 foi estimada em 2655 habitantes.

## Demografia
| Ano:        | 1994 | 2004   | 2014    | 2024   |
| ----------- | ---- | ------ | ------- | ------ |
| Broj ljudi: | 1868 | 2015   | 2554    | 2507   |
| Razlika:    |      | +7,86% | +26,74% | -1,84% |

| Ano:               | 2023 | 2024   |
| ------------------ | ---- | ------ |
| Número de pessoas: | 2518 | 2507   |
| Diferença:         |      | -0,43% |